# Coll dels Brulls
El Coll dels Brulls (anomenat també Coll de Rulls) és una collada de la Coma i la Pedra situada a 1.521,1 m d'altitud entre les Roques del Minguell (al sud) i la tartera de la Costa de Cal Miqueló (al nord-est). Hi passa un sender que, mena de Cal Jepet (la Pedra) a la Borda del Pujol.